# Discografia de Desejo de Menina
A banda Desejo de Menina possui uma discografia de 18 volumes oficiais, dentre álbuns de estúdio e ao vivo. A videografia da banda possui 8 álbuns audiovisuais oficiais.

## Álbuns de estúdio
| Ano  | Título                            | Gravadora                            |
| ---- | --------------------------------- | ------------------------------------ |
| 2003 | Vol. 1 - De Corpo, Alma e Coração | CB Disk Record                       |
| 2004 | Vol. 2 - Estórias                 | Desejo Produções                     |
| 2005 | Vol. 3 - Moldura                  | DN Music                             |
| 2008 | Vol. 4 - Diga Sim                 | DN Music                             |
| 2009 | Vol. 5 - O Amor É Para Sempre     | Fonttes Promoções / Desejo Produções |
| 2010 | Vol. 6 - Esperando Você           | Fonttes Promoções / Desejo Produções |
| 2012 | Vol. 7 - Cumplicidade             | Fonttes Promoções / Desejo Produções |
| 2013 | Vol. 8 - Sem Medo                 | Fonttes Promoções / Desejo Produções |
| 2014 | Vol. 9 - Aqui Se Paga             | Desejo Produções                     |
| 2016 | Vol. 10 - Boteco da Desejo        | Desejo Produções                     |
| 2017 | Deixa de Marra                    | Desejo Produções                     |
| 2018 | Surreal                           | Ideia Distro Digital                 |
| 2019 | Até Depois do Fim (EP)            | Ideia Distro Digital                 |
| 2021 | Tanto                             | Ideia Distro Digital                 |
| 2025 | Essência                          | Arine Music                          |

## Álbuns ao vivo
| Ano  | Título                                   | Gravadora                            |
| ---- | ---------------------------------------- | ------------------------------------ |
| 2006 | Ao Vivo em Petrolina                     | Polydisc                             |
| 2008 | Ao Vivo em João Pessoa                   | DN Music                             |
| 2011 | Ao Vivo em Natal                         | Fonttes Promoções / Desejo Produções |
| 2012 | Cumplicidade - Ao vivo em João Pessoa    | Fonttes Promoções / Desejo Produções |
| 2020 | O Baú da Desejo                          | Desejo Produções                     |
| 2024 | Desejo Nostálgico - Ao Vivo em Fortaleza | News Music Destro                    |

## Videografia
| Ano  | Título                 | Local                       |
| ---- | ---------------------- | --------------------------- |
| 2006 | Ao Vivo em Petrolina   | Petrolina                   |
| 2008 | Ao Vivo em João Pessoa | João Pessoa                 |
| 2011 | Ao Vivo em Natal       | Natal (Rio Grande do Norte) |
| 2012 | Cumplicidade           | João Pessoa                 |
| 2013 | 10 Anos                | Teresina                    |
| 2015 | Boteco da Desejo       | Teresina                    |
| 2020 | O Baú da Desejo        | Teresina                    |
| 2024 | Desejo Nostálgico      | Fortaleza                   |
| 2025 | Essência               | Fortaleza                   |